# نقش دمشقي (المغرب)
حرفة النقش الدمشقي المكناسي يوجد الفن الدمشقي في المغرب وخاصة في مدينة مكناس، هذا الفن يتمثل في إدراج خيوط رقيقة وملتوية من النحاس والفضة أو الذهب على أسطح معدنية غالبًا ما تكون حديدية لإنشاء أشكال جميلة والحصول على قطعة دمشقي جميلة.

## أصل التسمية
وترجع تسميته الى حاضرة دمشق بسوريا وقد دخلت هذه الحرفة الى مدينة مكناس، عبر الأندلس عن طريق الجالية اليهودية بعد سقوط غرناطة سنة 1492م حيث استقرت ببعض المدن المغربية خاصة بمدينة مكناس، وقد كان التجهيز للحروب خلال تلك الحقبة التاريخية يشمل الأسلحة التقليدية ولوازم الفرس حيث استعملت هذه الحرفة لتزيين الأسلحة كغمود السيوف والخناجر والبنادق إضافة إلى ركاب الفرسان.

## القطع الفنية
و مع مرور الزمن عمل الصناع التقليديون المكناسيون، الذين امتهنوا هذه الحرفة بعد اليهود على تطوير منتوجاتهم حيث برعوا في ابتكار تحف للتزيين ذات نقوش مستمدة من التراث الحضاري المغربي كالتسطير المسمى بالقاطع و المقطوع أو الأندلسي كالمرقرنص و المرقربص أو الخط الكوفي مع تطعيمها بالخطوط الفضية التي يمررها الصانع بين النقوش عن طريق التطريق والتعريض للحرارة المرتفعة ثم الصقل فالتلميع بزيت الزيتون كما تم ابتكار أشكال أخرى على غرار المزهريات ومجسّمات الحيوانات والفوانيس.

## التسويق
بالرغم من وجود حرفة الدمشقي أيضًا في فاس، إلا أن ورشات مكناس تبقى المصدر الأصلي لهذه الحرفة ويتم بيعها بأحد المحلات والمتاجر الصغيرة المعروفة بخبرتها خصوصا في قيسارية الحرير او في رواق داخل قاعة “للا عودة” بمدينة مكناس،حيث ينظم معرض للصناعة التقليدية موازاة مع المعرض الدولي للفلاحة، بحيت يوجد هناك أيضًا بعض القطع الحديثة والعصرية المصممة من طرف مصممين ماهرين.